# Maradi
Maradi este un oraș din Niger, reședința departamentului Maradi.
Este localizat în partea sudică a statului, nu departe de granița cu Nigeria. Construit inițial într-o zonă de luncă, orașul a fost mutat în 1946 de către puterea colonială franceză, pe un platou ferit de inundații din apropiere.

## Populația
Dintre cei aproximativ 147 000 locuitori ai orașului, populația majoritară o reprezintă Hausa, dar mai putem întâlni pe străzile orașului reprezentanți ai populațiilor tuaregă și Fulani. Mici grupuri de populații nigeriene Ibo și Yoruba sunt prezente în oraș.

## Economia
Maradi este localizat într-o zonă propice culturii arahidelor. Industria se dezvoltă lent. Maradi este un important centru comercial și de transporturi - nod rutier pe șoseaua ce leagă Niamey de Kano.

## Aeroport
Maradi este deservit de aeroportul Maradi (cod ICAO: DRRM, cod IATA: MFQ), care efectuează zboruri numai în interes local.
Lungimea pistei aeroportului este de 5400 m.

## Turism
Principalele atracții ale orașului sunt:
- Moscheea Dan Kasswa
- Palatul Guvernatorial Katsinawa